# Campionatul Mondial de Scrimă din 1993
Campionatul Mondial de Scrimă din 1993 s-a desfășurat în perioadă 1–7 iulie la Essen în Germania. 719 de scrimerii au participat.

## Rezultate

### Masculin
| Probă                 | Aur                                                                                 | Argint                                                                                  | Bronz |
| Spadă la individual   | Pavel Kolobkov (RUS)                                                                | Arnd Schmitt (GER)                                                                      | Iván Kovács (HUN) · Fernando Peña (ESP)                                                                   |
| Spadă pe echipe       | Italia Sandro Cuomo Maurizio Randazzo Angelo Mazzoni Stefano Pantano Paolo Milanoli | Franța Jean-Michel Henry Éric Srecki Robert Leroux Herve Faget Remy Delhomme            | Germania Arnd Schmitt Elmar Borrmann Uwe Proske Marius Strzalka Patrick Draenert                          |
| Floretă la individual | Alexander Koch (GER)                                                                | Serhii Holubîțkîi (UKR)                                                                 | Philippe Omnès (FRA) · Uwe Romer (GER)                                                                    |
| Floretă pe echipe     | Germania Alexander Koch Uwe Romer Udo Wagner Thorsten Weidner Ingo Weissenborn      | Italia Alessandro Puccini Stefano Cerioni Andrea Borella Luca Vitalesta Francesco Rossi | Polonia Marian Sypniewski Joachim Wendt Ryszard Sobczak Leszek Bandach Piotr Keilpikowski Adam Krzesinski |
| Sabie la individual   | Grigori Kirienko (RUS)                                                              | Bence Szabó (HUN)                                                                       | Tohni Terenzi (ITA) · Steffen Wiesinger (GER)                                                             |
| Sabie pe echipe       | Ungaria Bence Szabó József Navarette Csaba Köves György Boros Péter Abay            | Italia Tohni Terenzi Marco Marin Giovanni Scalzo Giovanni Sirovich Raffaello Caserta    | Germania Steffen Wiesinger Frank Bleckmann Felix Becker Uli Eifler Jacek Huchwajda                        |

### Feminin
| Probă                 | Aur                                                                                  | Argint                                                                                         | Bronz                                                                                              |
| Spadă la individual   | Oksana Jermakova (EST)                                                               | Laura Chiesa (ITA)                                                                             | Helena Elinder (SWE) · Sophie Moressée (FRA)                                                       |
| Spadă pe echipe       | Ungaria Gyöngyi Szalay Mariann Horváth Tímea Nagy Hajnalka Király Marina Várkonyi    | Germania Katja Nass Hedwig Funkenhauser Claudia Bokel Imke Duplitzer Eva-Maria Ittner          | Ucraina Alla Mîroniuk Gulie Tuhtarova Viktoriia Titova Anna Garina                                 |
| Floretă la individual | Francesca Bortolozzi (ITA)                                                           | Aida Mohamed (HUN)                                                                             | Simone Bauer (GER) · Zita Funkenhauser (GER)                                                       |
| Floretă pe echipe     | Germania Simone Bauer Zita Funkenhauser Anja Fichtel-Mauritz Sabine Bau Monika Weber | România · Laura Badea · Elisabeta Tufan · Mioara David · Claudia Laura Grigorescu · Reka Szabo | Italia Francesca Bortolozzi Valentina Vezzali Diana Bianchedi Giovanna Trillini Margherita Zalaffi |

## Clasament pe medalii
| Loc | Țară     | Aur | Argint | Bronz | Total |
| --- | -------- | --- | ------ | ----- | ----- |
| 1   | Germania | 3   | 2      | 6     | 11    |
| 2   | Italia   | 2   | 3      | 2     | 7     |
| 3   | Ungaria  | 2   | 2      | 1     | 5     |
| 4   | Rusia    | 2   | 0      | 0     | 2     |
| 5   | Estonia  | 1   | 0      | 0     | 1     |
| 6   | Franța   | 0   | 1      | 2     | 3     |
| 7   | Ucraina  | 0   | 1      | 1     | 2     |
| 8   | România  | 0   | 1      | 0     | 1     |
| 9   | Spania   | 0   | 0      | 1     | 1     |
| 9   | Polonia  | 0   | 0      | 1     | 1     |
| 9   | Suedia   | 0   | 0      | 1     | 1     |